# Габон на Универсиадах
Габон принимает участие в Универсиадах начиная с летней Универсиады 1987 года в Загребе. На зимних Универсиадах спортивная делегация Габона не участвовала ни разу.
На настоящее время (после летней Универсиады 2021 и зимней Универсиады 2023) спортсмены Габона на всех Универсиадах медалей не завоевали.